# Gnathotriche
Gnathotriche är ett släkte av fjärilar. Gnathotriche ingår i familjen praktfjärilar.
Kladogram enligt Catalogue of Life:
| Gnathotriche | \| \| Gnathotriche elaea \| \| \| \| \| \| Gnathotriche eresia \| \| \| \| \| \| Gnathotriche exclamationis \| \| \| \| \| \| Gnathotriche sodalis \| \| \| \| |
|              | \| \| Gnathotriche elaea \| \| \| \| \| \| Gnathotriche eresia \| \| \| \| \| \| Gnathotriche exclamationis \| \| \| \| \| \| Gnathotriche sodalis \| \| \| \| |
|              | Gnathotriche elaea |
|              | |
|              | Gnathotriche eresia |
|              | |
|              | Gnathotriche exclamationis |
|              | |
|              | Gnathotriche sodalis |
|              | |

## Bildgalleri

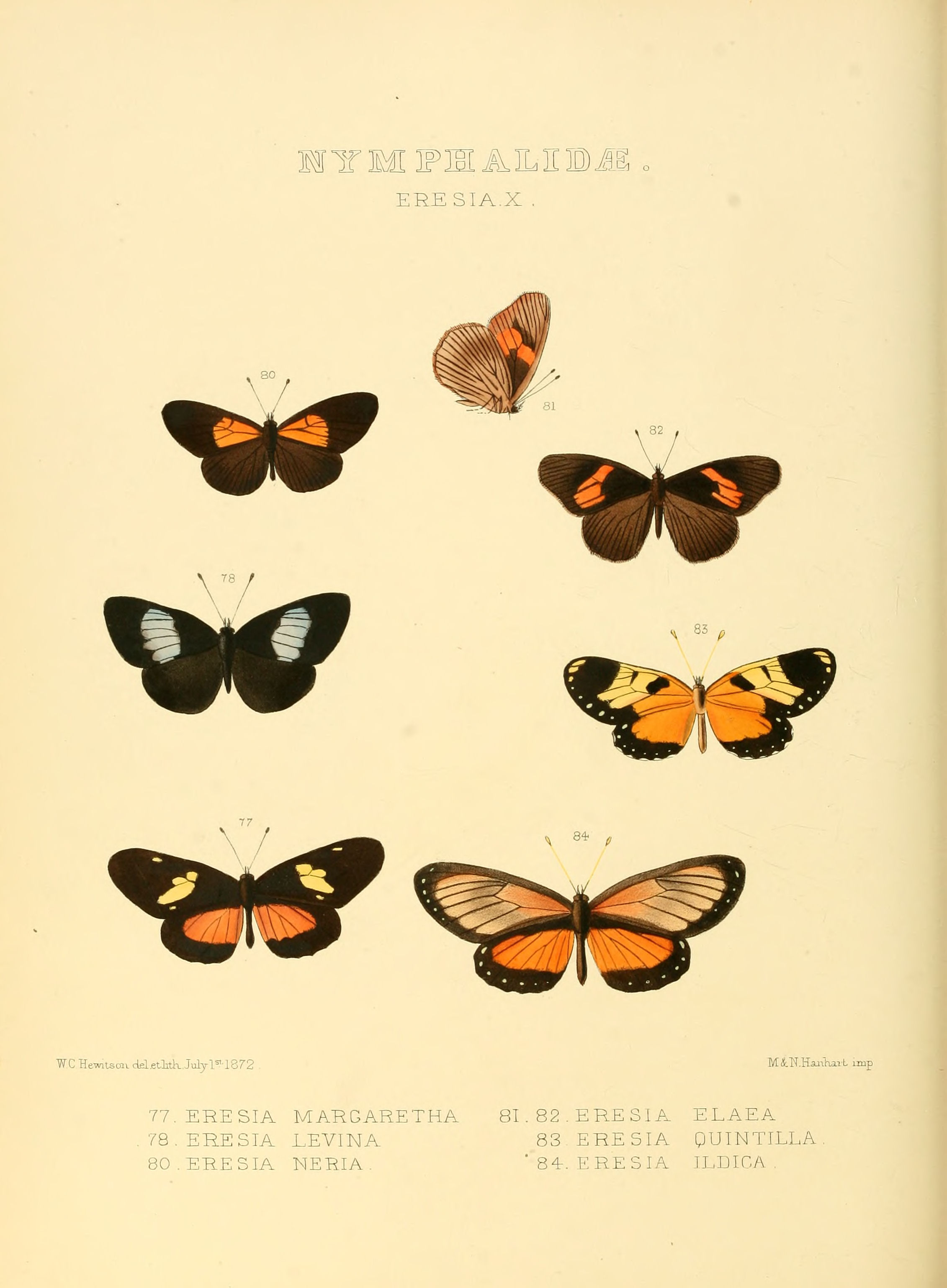